# Mane Nett
Mane Nett (nacida María Eliana Nett Sierpe, Osorno, 19 de septiembre de 1944-Santiago de Chile, 10 de febrero de 2022), fue una actriz y gestora cultural chilena, de vasta trayectoria en teatro y televisión. 
Fue presidenta del Sindicato de Actores y Actrices de Chile (Sidarte), entre 2002 y 2006, sucediendo a Paulina Urrutia. Fue directora y tesorera de la Fundación Sidarte y miembro del directorio de la entidad (2008-2020). También fue vicepresidenta para América Latina de la Federación Internacional de Coaliciones para la Diversidad Cultural (FICDC).

## Biografía
Hija de José Francisco Nett Lüttecke y María Yolanda Sierpe Gutiérrez, primogénita de cuatro hijos del matrimonio. Estudió teatro en la Escuela de Artes de la Comunicación (EAC) de la Pontificia Universidad Católica de Chile entre 1970 y 1974.
En televisión protagonizó junto a Malú Gatica, la telenovela El secreto de Isabel (1978), de Televisión Nacional de Chile. La producción fue censurada por órdenes militares de la dictadura de Pinochet. 
Se destacó principalmente por sus roles secundarios y participaciones especiales en importantes teleseries del Área Dramática de Canal 13, durante las décadas de 1980 y 1990, tales como Bienvenido Hermano Andes (1982), El prisionero de la medianoche (1985), La Intrusa (1989), Adrenalina (1996) y Sabor a ti (2000; junto a Carolina Fadic).
Trabajó también en obras de teatro, tanto universitarias como independientes. Fue integrante del consejo directivo de la Corporación Chile Actores, entidad de gestión de derechos de interpretación de trabajos audiovisuales.
Ocupó el cargo de vicepresidenta y presidenta del Sindicato de Actores de Chile (SIDARTE). También ejerció como directora de la Fundación Sidarte.
Desde el 2002 hasta su deceso, fue presidenta de la Coalición Chilena para la Diversidad Cultural, la cual se dedicaba a fomentar y difundir de un modo general la diversidad cultural, en base a los principios y objetivos establecidos en la Convención Constitucional de Chile sobre la Protección y Promoción de la Diversidad de las Expresiones Culturales.
En 2015 fue elegida presidenta de la Federación Internacional de Coaliciones para la Diversidad Cultural (FICDC).  Recibió un reconocimiento de parte de Unesco por su labor en la defensa de la diversidad cultural y ha sido invitada como panelista a numerosos encuentros internacionales y nacionales sobre el tema. Fue parte del Directorio de la Fundación Economía Creativa de Corfo.
Fue autora del libro Diversidad cultural: el valor de la diferencia. Promovió la creación de un canal cultural y educativo, NTV, con énfasis en la igualdad y los contenidos infantiles, que cumpliera con la integración, la inclusión y el desarrollo de una industria audiovisual.

## Muerte
El 10 de febrero de 2022, Sidarte comunicó su muerte con 73 años de edad a través de sus redes sociales. La entidad sostuvo: «valoramos su enorme aporte a nuestro sector artístico, su talento, sus luchas por la dignidad de la cultura y su incansable trabajo». Su muerte coincidió con el cumpleaños de su hija Rayén. 
Por su parte, la Comisión de Sistemas de Conocimientos, Culturas, Ciencia, Tecnologías, Artes y Patrimonios de la Convención Constitucional de Chile, en gestión de Malucha Pinto, realizó un minuto de silencio por su deceso. Mientras que la ministra de las Culturas y las Artes, Consuelo Valdés y diversas personalidades y entidades de la cultura, lamentaron el deceso de la actriz a través de las redes sociales. El 11 de febrero, el Comité Intergubernamental de la Convención 2005 en la sede de Unesco Paris, rindió homenaje a Nett por su compromiso activo que permitió la visibilización del trabajo de las Organizaciones de la Sociedad Civil, la promoción de los derechos económicos, sociales y colectivos de los artistas.

## Televisión
- 1970: Coca y Mane - Conductora
- 1975: La pérgola de las flores
- 1975: J.J. Juez
- 1978: Padre Gallo
- 1978: El secreto de Isabel
- 1982: Bienvenido Hermano Andes
- 1982 La Señora
- 1982: Anakena
- 1983: La hora de Juan Pérez
- 1983: El juego de la vida
- 1984: Andrea, justicia de mujer
- 1985: La trampa
- 1985: El prisionero de la medianoche
- 1988: Matilde dedos verdes
- 1989: La Intrusa
- 1991: Villa Nápoli
- 1992: Ellas por ellas
- 1996: Adrenalina
- 1997: Eclipse de luna
- 1998: Las historias de Sussi
- 2000: Sabor a ti
- 2003: Mea Culpa
- 2004: Geografía del deseo
- 2005: El día menos pensado

## Teatro
- 1976: El estafador Renato Kauman
- 1987: Las cuñadas (dir.: Gustavo Meza)[15]
- 1997: Mi mamá me mima (dir.: Loreto Valenzuela)[16]

## Cine
- 1970: El libro de Job[17]
- 1997: La Rubia de Kennedy